# Velpevallei
De Velpevallei is een natuurgebied in Vlaams-Brabant dat de vallei van de Velpe volgt en gelegen is tussen Roosbeek, Vissenaken en Glabbeek.